# .la

.la는 라오스의 인터넷 국가 코드 최상위 도메인이다. LA Names Corporation에서 관리한다. LA에서도 쓰이기는 하나 많이 쓰이지는 않는다. 1996년에 개설되었다.

## 역사
건지에 본사를 둔 LA Names Corporation은 .la 등록을 판매할 권리를 얻었으며 Afilias의 등록 서비스와 이전에는 DreamHost의 등록 서비스를 사용해 왔다. 그러나 DreamHost는 2006년 5월부터 등록 서비스를 중단했다. LA Names와 CentralNic, Ltd.는 2007년에 .la 도메인 이름을 CentralNic 시스템으로 이전을 완료했다. 2011년 4월 13일. 홍콩에 본사를 둔 스털링 홀딩스(Sterling Holdings)라는 회사가 원래 라오스에서 TLD를 구입하여 루이지애나와 로스앤젤레스 사용자를 대상으로 마케팅했다.